# Cubaris nigroflava
Cubaris nigroflava är en kräftdjursart som först beskrevs av Wahrberg 1922.  Cubaris nigroflava ingår i släktet Cubaris och familjen Armadillidae. Inga underarter finns listade i Catalogue of Life.